# Microbrachius
Microbrachius — рід викопних панцирних риб родини Microbrachiidae, що існував у девонському періоді. Скам'янілі рештки виду знайдено у Шотландії, Естонії, Білорусі та Китаї.

## Опис
Представники роду, як і інші панцирні риби, відомі з решток пластин, що оточують голову та тіло. Пластини з голови мають форму масивної тарілки, а з грудей — короткі, подовгуваті.

## Види
- Microbrachius chuandongensis; Китай. 393,3 млн років.[1]
- Microbrachius kedoae; Білорусь. 385 млн років.[2]
- Microbrachius dicki; Шотландія та Естонія. 385 млн років.[3][4]
- Microbrachius sinensis; Китай. 387,7 млн років.[2]